# گرالسکا پادینا
گرالسکا پادینا (به بلغاری: Gralska Padina) یک منطقهٔ مسکونی در بلغارستان است که در استان صوفیه واقع شده‌است.